# Taçi Oil

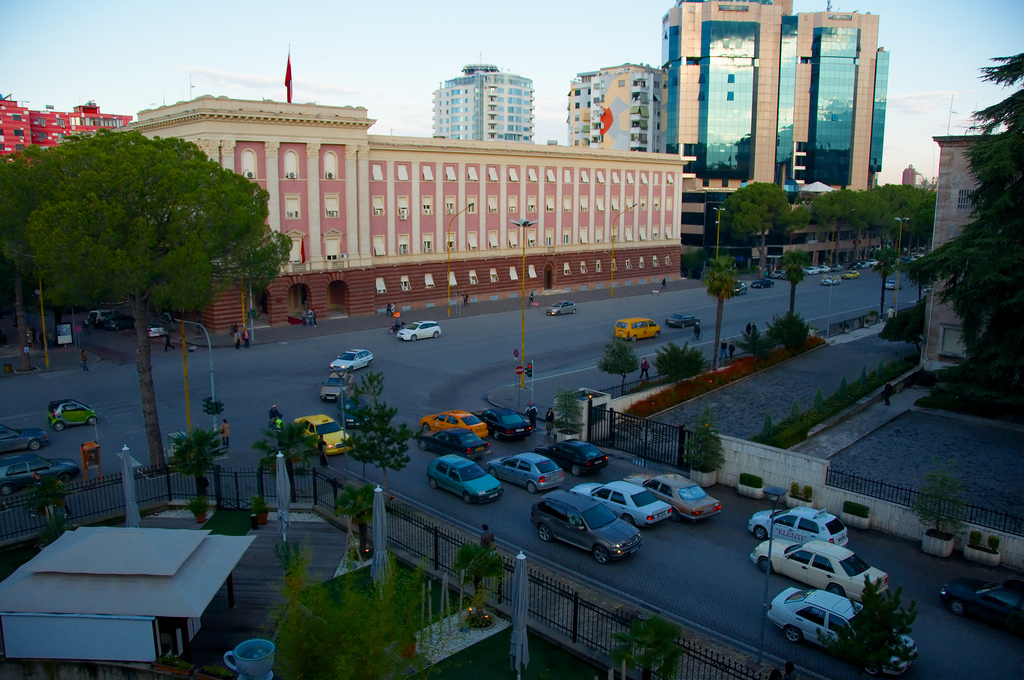
Firmensitz in der Innenstadt von Tirana im Sky Tower; Bildmitte hinter dem Ministeriumsgebäude

Taçi Oil (ganzer Name Taçi Oil International Trading & Supply Company Sh.a.) ist ein in Albanien operierendes Mineralölhandelsunternehmen und zählt zu den landesweit größten dieser Art.

## Unternehmensform
Das Unternehmen ist eine Aktiengesellschaft, wie schon das Anhängsel Sh.a. (Shoqatë aksionare) zeigt.

## Produktion
Taçi Oil besitzt einige Raffinerien in der nordalbanischen Hafenstadt Shëngjin und in Durrës, der größten Hafenstadt des Landes. Das Gesamtfassungsvermögen aller Öltanks beträgt rund 60 Mio. Liter.

## Verkauf
Die Firma betreibt in Albanien rund 100 Tankstellen und ist einer der Marktführer in diesem Gebiet.

## Eigentümerschaft
Eigentümer ist der Konzernleiter und Millionär Rezart Taçi, dem auch der südalbanische Fußballklub KS Gramozi Erseka und der TV-Sender Albanian Screen Radio Television (ehemals ALSAT) gehören.